# Franz Stofel
Xaver Stärfel codinome Franz Stofel (Hamburgo, 5 de outubro de 1915 - Hamelin, 13 de dezembro de 1945) foi um oficial da SS nazista e comandante de campos de concentração e extermínio durante a II Guerra Mundial. Ao fim do conflito, foi preso, julgado, condenado e executado por crimes de guerra e crimes contra a Humanidade.

## Biografia
Depois da subida de Hitler ao poder na Alemanha, ele trabalhou no Reichswehr entre 1934 e 1935, mas juntou-se à SS em abril de 1936 em busca de uma melhor carreira como soldado profissional. Foi então designado para servir na SS-Totenkopfverbände, a organização responsável pelos campos nazistas e enviado para o campo de concentração de Dachau, onde trabalhou entre março de 1939 e janeiro de 1944. No meio de janeiro ele foi transferido para o campo de Mittelbau-Dora, e a partir de agosto daquele ano foi designado como Kommandoführer (comandante de destacamento) para a construção de um campo-auxiliar em Kleinbodungen. Entre outubro de 1944 e janeiro de 1945 ele foi o comandante deste subcampo, que abrigava 620 prisioneiros estrangeiros forçados a trabalhar em Mittelwerk, uma fábrica de armamentos e reparos de mísseis V-2 alemães.
Com a aproximação das forças norte-americanas de Mittelbau-Dora, ele recebeu ordens de evacuar Kleinbodungen em 4 de abril de 1945. No dia seguinte, 610 prisioneiros, guardados por 45 soldados da SS, foram levados para Herzberg am Harz, para serem evacuados por trem. Ao invés disso, por causa do risco constante de ataques aéreos, decidiu conduzir os prisioneiros numa marcha da morte até o campo de Bergen-Belsen, que ainda estava operacional.  Em 11 de abril, 590 prisioneiros chegaram ao campo. 20 deles estavam mortos ou tinham conseguido fugir pelo caminho.
Em 15 de abril de 1945, quatro dias após sua chegada, Bergen-Belsen foi atingido e libertado por tropas britânicas, que encontraram no local 60 mil prisioneiros sobreviventes e 10 mil corpos. Os guardas foram presos e forçados a carregarem e enterrarem os corpos expostos.  Stofel foi formalmente preso pelos britânicos e interrogado. No Julgamento de Belsen, realizado entre setembro e dezembro daquele ano, ele foi acusado por crime de guerra pela marcha da morte. Condenado à morte, foi enforcado na prisão de Hamelin em 13 de dezembro de 1945.